# 超絶限界
『超絶限界』（ちょうぜつげんかい）は、フジテレビ系列において2022年（令和4年）10月1日から2023年（令和5年）9月まで『土曜RISE!』枠で隔週土曜日13:30 - 14:30(JST)に放送されていた日本のバラエティ番組である。

## 出演者
MC
- 菊池風磨（Sexy Zone)
- ニューヨーク

## ネット局と放送時間

### 特番第1弾
| 放送対象地域   | 放送局                    | 系列                                         | 放送時間                   | ネット状況                   |
| -------------- | ------------------------- | -------------------------------------------- | -------------------------- | ---------------------------- |
| 関東広域圏     | フジテレビ（CX）          | フジテレビ系列                               | 2022年7月6日 19:00 - 21:54 | 【制作局】                   |
| 北海道         | 北海道文化放送（uhb）     | フジテレビ系列                               | 2022年7月6日 19:00 - 21:54 | 同時フルネット               |
| 秋田県         | 秋田テレビ（AKT）         | フジテレビ系列                               | 2022年7月6日 19:00 - 21:54 | 同時フルネット               |
| 福島県         | 福島テレビ（FTV）         | フジテレビ系列                               | 2022年7月6日 19:00 - 21:54 | 同時フルネット               |
| 長野県         | 長野放送（NBS）           | フジテレビ系列                               | 2022年7月6日 19:00 - 21:54 | 同時フルネット               |
| 静岡県         | テレビ静岡（SUT）         | フジテレビ系列                               | 2022年7月6日 19:00 - 21:54 | 同時フルネット               |
| 福井県         | 福井テレビ（FTB）         | フジテレビ系列                               | 2022年7月6日 19:00 - 21:54 | 同時フルネット               |
| 岡山県・香川県 | 岡山放送（OHK）           | フジテレビ系列                               | 2022年7月6日 19:00 - 21:54 | 同時フルネット               |
| 広島県         | テレビ新広島（tss）       | フジテレビ系列                               | 2022年7月6日 19:00 - 21:54 | 同時フルネット               |
| 愛媛県         | テレビ愛媛（EBC）         | フジテレビ系列                               | 2022年7月6日 19:00 - 21:54 | 同時フルネット               |
| 佐賀県         | サガテレビ（sts）         | フジテレビ系列                               | 2022年7月6日 19:00 - 21:54 | 同時フルネット               |
| 熊本県         | テレビくまもと（TKU）     | フジテレビ系列                               | 2022年7月6日 19:00 - 21:54 | 同時フルネット               |
| 鹿児島県       | 鹿児島テレビ（KTS）       | フジテレビ系列                               | 2022年7月6日 19:00 - 21:54 | 同時フルネット               |
| 岩手県         | 岩手めんこいテレビ（mit） | フジテレビ系列                               | 2022年7月6日 19:00 - 21:48 | 同時ネット （21:48飛び降り） |
| 宮城県         | 仙台放送（OX）            | フジテレビ系列                               | 2022年7月6日 19:00 - 21:48 | 同時ネット （21:48飛び降り） |
| 山形県         | さくらんぼテレビ（SAY）   | フジテレビ系列                               | 2022年7月6日 19:00 - 21:48 | 同時ネット （21:48飛び降り） |
| 新潟県         | NST新潟総合テレビ（NST）  | フジテレビ系列                               | 2022年7月6日 19:00 - 21:48 | 同時ネット （21:48飛び降り） |
| 富山県         | 富山テレビ（BBT）         | フジテレビ系列                               | 2022年7月6日 19:00 - 21:48 | 同時ネット （21:48飛び降り） |
| 石川県         | 石川テレビ（ITC）         | フジテレビ系列                               | 2022年7月6日 19:00 - 21:48 | 同時ネット （21:48飛び降り） |
| 中京広域圏     | 東海テレビ（THK）         | フジテレビ系列                               | 2022年7月6日 19:00 - 21:48 | 同時ネット （21:48飛び降り） |
| 近畿広域圏     | 関西テレビ（KTV）         | フジテレビ系列                               | 2022年7月6日 19:00 - 21:48 | 同時ネット （21:48飛び降り） |
| 島根県・鳥取県 | さんいん中央テレビ（TSK） | フジテレビ系列                               | 2022年7月6日 19:00 - 21:48 | 同時ネット （21:48飛び降り） |
| 高知県         | 高知さんさんテレビ（KSS） | フジテレビ系列                               | 2022年7月6日 19:00 - 21:48 | 同時ネット （21:48飛び降り） |
| 福岡県         | テレビ西日本（TNC）       | フジテレビ系列                               | 2022年7月6日 19:00 - 21:48 | 同時ネット （21:48飛び降り） |
| 長崎県         | テレビ長崎（KTN）         | フジテレビ系列                               | 2022年7月6日 19:00 - 21:48 | 同時ネット （21:48飛び降り） |
| 宮崎県         | テレビ宮崎（UMK）         | フジテレビ系列 日本テレビ系列 テレビ朝日系列 | 2022年7月6日 19:00 - 21:48 | 同時ネット （21:48飛び降り） |
| 沖縄県         | 沖縄テレビ（OTV）         | フジテレビ系列                               | 2022年7月6日 19:00 - 21:48 | 同時ネット （21:48飛び降り） |

### 特番第2弾
| 放送対象地域   | 放送局                    | 系列                                         | 放送時間                    | ネット状況                   |
| -------------- | ------------------------- | -------------------------------------------- | --------------------------- | ---------------------------- |
| 関東広域圏     | フジテレビ（CX）          | フジテレビ系列                               | 2022年10月5日 19:00 - 21:54 | 【制作局】                   |
| 秋田県         | 秋田テレビ（AKT）         | フジテレビ系列                               | 2022年10月5日 19:00 - 21:54 | 同時フルネット               |
| 福島県         | 福島テレビ（FTV）         | フジテレビ系列                               | 2022年10月5日 19:00 - 21:54 | 同時フルネット               |
| 長野県         | 長野放送（NBS）           | フジテレビ系列                               | 2022年10月5日 19:00 - 21:54 | 同時フルネット               |
| 静岡県         | テレビ静岡（SUT）         | フジテレビ系列                               | 2022年10月5日 19:00 - 21:54 | 同時フルネット               |
| 島根県・鳥取県 | さんいん中央テレビ（TSK） | フジテレビ系列                               | 2022年10月5日 19:00 - 21:54 | 同時フルネット               |
| 岡山県・香川県 | 岡山放送（OHK）           | フジテレビ系列                               | 2022年10月5日 19:00 - 21:54 | 同時フルネット               |
| 広島県         | テレビ新広島（tss）       | フジテレビ系列                               | 2022年10月5日 19:00 - 21:54 | 同時フルネット               |
| 愛媛県         | テレビ愛媛（EBC）         | フジテレビ系列                               | 2022年10月5日 19:00 - 21:54 | 同時フルネット               |
| 佐賀県         | サガテレビ（sts）         | フジテレビ系列                               | 2022年10月5日 19:00 - 21:54 | 同時フルネット               |
| 熊本県         | テレビくまもと（TKU）     | フジテレビ系列                               | 2022年10月5日 19:00 - 21:54 | 同時フルネット               |
| 鹿児島県       | 鹿児島テレビ（KTS）       | フジテレビ系列                               | 2022年10月5日 19:00 - 21:54 | 同時フルネット               |
| 北海道         | 北海道文化放送（uhb）     | フジテレビ系列                               | 2022年10月5日 19:00 - 21:48 | 同時ネット （21:48飛び降り） |
| 岩手県         | 岩手めんこいテレビ（mit） | フジテレビ系列                               | 2022年10月5日 19:00 - 21:48 | 同時ネット （21:48飛び降り） |
| 宮城県         | 仙台放送（OX）            | フジテレビ系列                               | 2022年10月5日 19:00 - 21:48 | 同時ネット （21:48飛び降り） |
| 山形県         | さくらんぼテレビ（SAY）   | フジテレビ系列                               | 2022年10月5日 19:00 - 21:48 | 同時ネット （21:48飛び降り） |
| 新潟県         | NST新潟総合テレビ（NST）  | フジテレビ系列                               | 2022年10月5日 19:00 - 21:48 | 同時ネット （21:48飛び降り） |
| 富山県         | 富山テレビ（BBT）         | フジテレビ系列                               | 2022年10月5日 19:00 - 21:48 | 同時ネット （21:48飛び降り） |
| 石川県         | 石川テレビ（ITC）         | フジテレビ系列                               | 2022年10月5日 19:00 - 21:48 | 同時ネット （21:48飛び降り） |
| 福井県         | 福井テレビ（FTB）         | フジテレビ系列                               | 2022年10月5日 19:00 - 21:48 | 同時ネット （21:48飛び降り） |
| 中京広域圏     | 東海テレビ（THK）         | フジテレビ系列                               | 2022年10月5日 19:00 - 21:48 | 同時ネット （21:48飛び降り） |
| 近畿広域圏     | 関西テレビ（KTV）         | フジテレビ系列                               | 2022年10月5日 19:00 - 21:48 | 同時ネット （21:48飛び降り） |
| 高知県         | 高知さんさんテレビ（KSS） | フジテレビ系列                               | 2022年10月5日 19:00 - 21:48 | 同時ネット （21:48飛び降り） |
| 福岡県         | テレビ西日本（TNC）       | フジテレビ系列                               | 2022年10月5日 19:00 - 21:48 | 同時ネット （21:48飛び降り） |
| 長崎県         | テレビ長崎（KTN）         | フジテレビ系列                               | 2022年10月5日 19:00 - 21:48 | 同時ネット （21:48飛び降り） |
| 宮崎県         | テレビ宮崎（UMK）         | フジテレビ系列 日本テレビ系列 テレビ朝日系列 | 2022年10月5日 19:00 - 21:48 | 同時ネット （21:48飛び降り） |
| 沖縄県         | 沖縄テレビ（OTV）         | フジテレビ系列                               | 2022年10月5日 19:00 - 21:48 | 同時ネット （21:48飛び降り） |

## スタッフ

### レギュラー
- ナレーター：伊津野亮、山口由里子（潜入箇所とその内容によって伊津野、山口のどちらかが担当）
- 企画：安永英樹（フジテレビ）
- 構成：酒井健作、田中到、森一盛
- TD：菊池謙（共同テレビ）
- CAM：伴野匡（共同テレビ）
- VE：草場博基（共同テレビ）
- AUD：村脇昭一（共同テレビ）
- 照明：浅野陽一（fmt）
- ロケ技術：共同テレビ
- 美術プロデューサー：木村文洋
- デザイン：邨山直也（フジテレビ）
- アートコーディネーター：横山勇
- 大道具製作：木村敬
- 大道具操作：市川賢人
- アクリル装飾：松本健
- 装飾：武田正邦
- 電飾：桑島亮太
- モニター：大高貢
- メイク：水落万里子、山田かつら
- 音効：久坂惠紹・西島弘晃（戯音工房）
- タイトル：平池優太
- イラスト：タカハシジュン
- 編集：増田功紀、中原健太朗、千葉南
- MA：小田島広貴、宮本将希
- TK：佐藤桃子
- 広報：小山雅浩（フジテレビ）
- リサーチ：神山敏博（フォーミュレーション）
- 演出スタッフ：青木友香子
- ディレクター：高橋健人、宮﨑里奈
- キャスティングプロデューサー：田岸宏一（クロスエイト）
- アシスタントプロデューサー：新藤穂波
- 演出：蓑茂健太郎（共同テレビ）
- プロデューサー：石田直央・安田真弓（ドラゴンエンタテインメント）、吉田岳人・板谷泰彦（共同テレビ）
- 総合演出：ふじもと創（演陣）
- チーフプロデューサー：竹内康人（共同テレビ）
- 制作協力：共同テレビ、ドラゴンエンタテインメント
- 制作著作：フジテレビ

### 特番
- 企画：安永英樹（フジテレビ）
- 構成：酒井健作、田中到、森一盛
- 広報宣伝：小山雅浩（フジテレビ）
- 演出：金澤忠延
- プロデューサー：勝田久美子（共同テレビ）、安田真弓
- チーフプロデューサー：竹内康人（共同テレビ）
- 総合演出：ふじもと創（演陣）
- 制作協力：共同テレビ
- 制作：フジテレビ編成局制作センター第二制作室
- 制作著作：フジテレビ